# Mistrzostwa Świata w Półmaratonie 1992
1. Mistrzostwa Świata w Półmaratonie – zawody lekkoatletyczne, które odbyły się 20 września 1992 w Newcastle upon Tyne na terenie Wielkiej Brytanii.

## Rezultaty

### Mężczyźni
|                  | Złoto                                              | Srebro                                                     | Brąz                                                           |
| Indywidualnie    | Benson Masya 1:00:24                               | Antonio Silio 1:00:40                                      | Boay Akonay 1:00:45                                            |
| Drużynowo        | Kenia · Benson Masya · Lameck Aguta · Joseph Keino | Wielka Brytania · David Lewis · Paul Evans · Carl Thackery | Brazylia · Artur Castro · Ronaldo da Costa · Delmir dos Santos |
| Juniorzy         | Kassa Tadesse 1:04:51                              | Meck Mothuli 1:05:01                                       | Francesco Ingargiola 1:05:18                                   |
| Juniorzy - druż. | Włochy                                             | Etiopia                                                    | Południowa Afryka                                              |

### Kobiety
|               | Złoto                                                   | Srebro                                                         | Brąz                                              |
| Indywidualnie | Liz McColgan 1:06:53                                    | Megumi Fujiwara 1:09:21                                        | Rosanna Munerotto 1:09:38                         |
| Drużynowo     | Japonia · Megumi Fujiwara · Miyoko Asahina · Eriko Asai | Wielka Brytania · Liz McColgan · Andrea Wallace · Suzanne Rigg | Rumunia · Anuta Catuna · Iulia Negura · Aura Buia |